# Guadalupe Antonio Ruíz Urquín
Guadalupe Antonio Ruíz Urquín (ur. 21 kwietnia 1971 w Tapitula) – meksykański duchowny rzymskokatolicki, biskup–prałat Huautla od 2020.

## Życiorys

### Prezbiterat
Święcenia kapłańskie otrzymał 19 marca 1997 i został inkardynowany do archidiecezji Tuxtla Gutiérrez. Był m.in. wicerektorem i rektorem seminarium oraz rektorem miejscowego uniwersytetu katolickiego.

### Episkopat
27 czerwca 2020 papież Franciszek mianował go ordynariuszem prałatury terytorialnej Huautla. Sakry biskupiej udzielił mu 24 września 2020 roku arcybiskup Franco Coppola.